# 迈克尔·迪克森
迈克尔·德安杰洛·迪克森（英語：Michael DeAngelo Dickerson，1975年6月25日—），美国NBA联盟职业篮球运动员。他在1998年的NBA选秀中第1轮第14顺位被休斯顿火箭选中。